# Llop de riu
El llop de riu o còbit de roca (Barbatula barbatula) és una espècie de peix de la família dels balitòrids i de l'ordre dels cipriniformes. Els adults poden assolir els 21 cm de longitud total. Es troba a Euràsia: des d'Irlanda (on fou introduït) fins a la Xina (llevat de la península Ibèrica i d'Itàlia).